# زامورا (زامورا-چینچیپ)
زامورا (به اسپانیایی: Zamora) یک منطقهٔ مسکونی در اکوادور است که در استان زامورا-چینچیپ واقع شده‌است. زامورا ۵۶۰٫۷۵ کیلومتر مربع مساحت و ۱۳٬۳۸۷ نفر جمعیت دارد و ۹۷۰ متر بالاتر از سطح دریا واقع شده‌است.